# Sergi Canós
Sergi Canós Tenés (* 2. února 1997 Nules) je španělský profesionální fotbalista, který hraje na pozici křídelníka za španělský klub Valencia CF. Je bývalým španělským mládežnickým reprezentantem.

## Klubová kariéra
Canós, který se narodil ve městě Nules v provincii Castellón, se připojil k akademii FC Barcelona v roce 2010, když jí dal přednost před akademiemi Valencie, Villarealu či Atlética Madrid.

### Liverpool
Canós se věku 16 let přesunul do Anglie, kde posílil prvoligový Liverpool. Většinu sezóny 2015/16 strávil na hostování v Brentfordu, ale po návratu do mateřského klubu se dočkal debutu v dresu The Reds, a to když jej trenér Jürgen Klopp poslal na hřiště na pár minut posledního zápasu sezóny proti West Bromwichi Albion.

#### Brentford (hostování)
Dne 31. srpna 2015 odešel Canós na roční hostování do druholigového Brentfordu. Debutoval 12. září při remíze 1:1 proti Leedsu United na Elland Road. Svůj první gól ve své profesionální kariéře vstřelil 21. listopadu v zápase proti Nottinghamu Forest, a to tři minuty po svém příchodu na hřiště. Poté, co se mužstva v prosinci ujal trenér Dean Smith, se Canós stal pravidelným členem základní sestavy. 28. prosince se prosadil do sítě Readingu; tato branka byla na konci sezóny vyhlášena nejkrásnějším gólem klubu v sezóně.

### Norwich City
Dne 13. července 2016 podepsal Canós čtyřletou smlouvu s druholigovým Norwichem City, kam přestoupil za částku okolo 3 miliónů euro. V klubu debutoval 16. srpna, když odehrál poslední půlhodinu ligového zápasu proti Bristolu City. O týden později se dvakrát prosadil v zápase EFL Cupu při výhře 6:1 nad Coventry City. V podzimní části sezóny se nedokázal prosadit do prvního týmu, a tak se rozhodl požádat vedení o přestup.

### Brentford
Dne 31. ledna 2017 přestoupil Canós do Brentfordu, ve kterém již dříve působil, když zde byl na hostování z Liverpoolu, a to za částku okolo 3 milionů euro, díky čemuž se stal nejdražší posilou v historii klubu. Podepsal smlouvu do roku 2021. Canós odehrál svůj první zápas jako kmenový hráč Brentfordu o pět dní později, když v 69. minutě zápasu proti Brightonu vystřídal Floriana Jozefzoona při remíze 3:3. Po návratu na Griffin Park se poprvé střelecky prosadil 18. března, když vstřelil dvě branky do sítě Burtonu Albion při výhře 5:3.
Kvůli zranění kotníku, které utrpěl v předsezónní přípravě, vynechal prvních pět ligových zápasů sezóny 2017/18. Na hřiště se vrátil 9. září, když se objevil v základní sestavě zápasu proti Aston Ville, nicméně v 33. minutě byl vystřídán, protože si obnovil své zranění.
V sezóně 2018/19 se Canós stal pravidelným členem základní sestavy, když nastoupil do 44 z 46 zápasů v EFL Championship.
V říjnu 2019 podepsal nový čtyřletý kontrakt. V sezóně 2019/20 se Brentford dostal až do finále postupového play-off do Premier League. V něm Brentford podlehl londýnskému Fulhamu 1:2 po prodloužení.
V prosinci 2020 vstřelil čtyři branky, jednu do sítě Blackburnu při remíze 2:2 a následně vstřelil první hattrick ve své kariéře při výhře 3:2 nad Cardiffem City. Canós vstřelil v sezóně 2020/21 9 branek v 55 soutěžních zápasech, a pomohl tak klubu k postupu do Premier League po výhře v postupovém play-off, ve kterém Brentford vyřadil nejprve Bournemouth a následně i Swansea.
V prvním zápase sezóny 2021/22 otevřel Canós skóre utkání proti Arsenalu při výhře 2:0. Šlo o první gól celého ročníku a také o historicky první branku Brentfordu v Premier League.

## Statistiky
K 12. březnu 2022
| Klub              | Sezóna  | Liga           | Liga   | Liga | FA Cup | FA Cup | EFL Cup | EFL Cup | Celkem | Celkem |
| Klub              | Sezóna  | Liga           | Zápasy | Góly | Zápasy | Góly   | Zápasy  | Góly    | Zápasy | Góly   |
| ----------------- | ------- | -------------- | ------ | ---- | ------ | ------ | ------- | ------- | ------ | ------ |
| Liverpool         | 2015/16 | Premier League | 1      | 0    | —      | —      | —       | —       | 1      | 0      |
| Brentford (host.) | 2015/16 | Championship   | 38     | 7    | 1      | 0      | —       | —       | 39     | 7      |
| Norwich City      | 2016/17 | Championship   | 3      | 0    | 1      | 0      | 2       | 2       | 6      | 2      |
| Brentford         | 2016/17 | Championship   | 18     | 4    | —      | —      | —       | —       | 18     | 4      |
| Brentford         | 2017/18 | Championship   | 30     | 3    | 1      | 0      | 0       | 0       | 31     | 3      |
| Brentford         | 2018/19 | Championship   | 44     | 7    | 4      | 2      | 2       | 0       | 50     | 9      |
| Brentford         | 2019/20 | Championship   | 15     | 0    | 0      | 0      | 0       | 0       | 15     | 0      |
| Brentford         | 2020/21 | Championship   | 49     | 9    | 1      | 0      | 5       | 0       | 55     | 9      |
| Brentford         | 2021/22 | Premier League | 28     | 2    | 1      | 0      | 3       | 1       | 27     | 3      |
| Brentford         | Celkem  | Celkem         | 222    | 32   | 8      | 2      | 10      | 1       | 240    | 35     |
| Celkem            | Celkem  | Celkem         | 226    | 32   | 9      | 2      | 12      | 3       | 247    | 37     |